# Doktor Peaks
Doktor Peaks är en udde i Antarktis. Den ligger i Västantarktis. Argentina, Chile och Storbritannien gör anspråk på området.
Terrängen inåt land är kuperad åt nordväst, men åt sydost är den bergig. Havet är nära Doktor Peaks åt nordväst. Trakten är glest befolkad. Närmaste befolkade plats är Gonzalez Videla Station, 4,3 kilometer nordväst om Doktor Peaks. 